# Carmen Muñoz

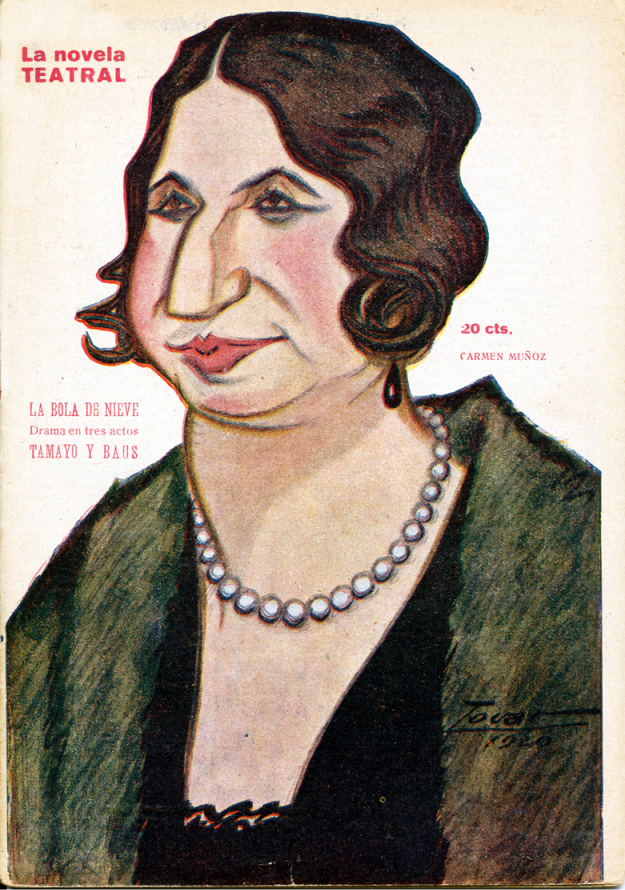
Caricaturitzada per Tovar (1920).

Carmen Muñoz   (Espanya, valor desconegut - Madrid, 21 de febrer de 1955) va ser una actriu de teatre espanyola de la primera meitat del segle xx. Treballà durant tota la seva carrera a Madrid, en el Teatre Eslava, va morir el 21 febrer 1955 a Madrid, Espanya.